# Eupogonius lineolatus
Eupogonius lineolatus är en skalbaggsart som beskrevs av Julius Melzer 1933. Eupogonius lineolatus ingår i släktet Eupogonius och familjen långhorningar.
Artens utbredningsområde är:
- Paraguay.
- Uruguay.

Inga underarter finns listade i Catalogue of Life.